# Tony Hawk's Underground
Tony Hawk's Underground is het vijfde spel uit de Tony Hawk-spelserie. In tegenstelling tot de voorgaande delen is dit deel voornamelijk gebaseerd op de Story-mode, waardoor dit het eerste skateboardspel is met een verhaallijn. 
Nieuw is de face-mapping, waarmee de speler zijn eigen foto's kan importeren om zijn eigen skater zo realistisch mogelijk te laten lijken. Ook nieuw is het kunnen afstappen van skateboard afstappen, waardoor lopen en klimmen op daken mogelijk is.

## Personages
- Tony Hawk
- Bob Burnquist
- Steve Caballero
- Kareem Campbell
- Rune Glifberg
- Eric Koston
- Bucky Lasek
- Bam Margera
- Rodney Mullen
- Chad Muska
- Andrew Reynolds
- Paul Rodriguez jr.
- Geoff Rowley
- Arto Saari
- Elissa Steamer
- Jamie Thomas
- Mike Vallely
- Iron Man (vrijspeelbaar personage)
- Gene Simmons (vrijspeelbaar personage)
- THUD (vrijspeelbaar personage)

## Verhaallijn
De speler begint met een zelf gecreëerde speler. In tegenstelling tot de voorgaande spellen kan pas met de professionele skateboarders worden gespeeld als het spel is uitgespeeld.
De speler begint als onbekende lokale skateboarder op de plaats waar hij altijd skatet met zijn beste vriend Eric Sparrow. Bij een wedstrijd ziet winkeleigenaar Stacy Peralta wat in de speler en krijgt de speler zijn eerste sponsor, net als een skateboard van Chad Muska. Bij de Tampa Am Contest kan de speler zich op het laatste nippertje kwalificeren. Wanneer de speler de wedstrijd wint, is hij Amateur en reist af naar Hawaï. Hier moet de speler voor Eric een trick doen: een McTwist tussen twee hoteldaken, over een helikopter heen. Eric filmt alles. Als Eric later bij de Slam City Jam het filmpje laat zien en zegt dat hij het is, wordt hij onmiddellijk professioneel gesponsord. Nadat de speler Eric heeft verslagen in een wedstrijd, wordt ook de speler professioneel, bij dezelfde sponsor als Eric.
Later, in Moskou, Rusland, houdt de speler een Demo met Eric. Later weet Eric het zo te krijgen dat de speler wordt opgepakt en in de Russische gevangenis belandt. Hierdoor laat de sponsor de speler meteen vallen.
Wanneer de speler later vrijkomt, richt hij zijn eigen skateteam op met hulp van Stacy Peralta. Na het overwinnen van een paar moeilijke opdrachten met zijn team staat de speler rechtstreeks oog in oog met Eric, die flink veel heeft verdiend als professioneel skateboarder. Weggeslagen door zijn bodyguard daagt de speler hem uit voor een laatste wedstrijd, met als inzet de videoband van de trick in Hawaï. Natuurlijk wint de speler deze wedstrijd, en zo eindigt het verhaal. Hoe het met Eric afloopt, blijft onduidelijk. Er is ook een alternatieve einde als de speler twee keer het spel speelt, Waar de speler Eric slaat en de videoband afpakt.

## Tracks
- Aceyalone - "Rapps on Deck"
- Alkaline Trio - "Armageddon"
- Anacron - "A Prototype"
- Angry Amputees - "She Said"
- Assorted Jellybeans - "Rebel Yell"
- Authority Zero - "Everyday"
- Bad Religion - "Big Bang"
- Blind Iris - "Drive"
- Blue Collar Special - "Don't Wait"
- Bracket - "2 Rak 005"
- Busdriver - "Imaginary Places"
- Camarosmith - "It's Alright"
- Cannibal Ox - "Iron Galaxy"
- Clutch - "Impetus"
- Crash and Burn - "Crazy and Stupid"
- Dan the Automator - "A Better Tomorrow"
- Deltron 3030 - "Positive Contact"
- DJ Q-Bert - "Cosmic Assassins"
- Dropkick Murphys - "Time to Go"
- Electric Frankenstein - "Annie's Grave"
- Entombed - "To Ride, Shoot, and Speak the Truth"
- Five Horse Johnson - "Mississippi King"
- Flamethrower - "I Want It All"
- Frog One - "Blah Blah"
- Fu Manchu - "California Crossing"
- GBH - "Crush 'Em"
- High on Fire - "Hung, Drawn and Quartered"
- Hot Water Music - "Remedy"
- In Flames - "Embody the Invisible"
- J-Live - "Braggin' Writes Revisited"
- Jane's Addiction - "Suffer Some"
- Juggaknots - "The Circle Pt. 1"
- Jurassic 5 Ft. Big Daddy Kane) - "A Day at the Races" (tevens Intro muziek)
- KISS - "God of Thunder"
- KISS - "Lick It Up" -
- KISS - "Rock-n-Roll All Night"
- Lamont - "Hotwire"
- L.A. Symphony - "King Kong"
- Living Legends - "War Games"
- Mastodon - "Crusher Destroyer"
- Mike V. and the Rats - "The Days"
- Mr. Complex - "Underground Up"
- Mr. Dibbs - "Skin Therapy"
- Mr. Lif - "Phantom"
- MURS - "Transitions as a Ridah"
- Nas - "The World Is Yours"
- Nine Pound Hammer - "Run Fat Boy Run"
- NOFX - "Separation of Church and Skate"
- Orange Goblin - " Your World Will Hate This"
- Paint It Black - "Womb Envy"
- People Under the Stairs - "The Next Step II"
- Queens of the Stone Age - "Millionaire"
- Quasimoto - "Low Class Conspiracy"
- R.A. The Rugged Man - "King of the Underground"
- Refused - "New Noise"
- Rise Against - "Like the Angel"
- Rubber City Rebels - "(I Wanna) Pierce My Brain"
- Smoke Blow - "Circle of Fear"
- Solace - "Indolence"
- Social Distortion - "Mommy's Little Monster"
- Stiff Little Fingers - "Suspect Device"
- Stormtroopers of Death - "Milk"
- Strike Anywhere - "Refusal"
- Sublime - "Seed"
- Superjoint Ritual - "It Takes No Guts"
- Supernatural - "Internationally Known"
- The Adicts - "Viva La Revolution"
- The Browns - "American Werewolf in Calgary"
- The Clash - "White Riot"
- The Explosion - "No Revolution"
- The Hellacopters - "(Gotta Get Some Action) Now!"
- The Herbaliser - "It Ain't Nuttin'"
- The Hookers - "The Legend of Black Thunder"
- The Midnight Evils - "Loaded and Lonely"
- Transplants - "California Babylon"
- Unida - "Black Woman"
- Wildchild - "Secondary Protocol"